# فرودگاه کرنگ
فرودگاه کرنگ (به انگلیسی: Kerang Airport) یک فرودگاه همگانی با کد یاتا KRA است که یک باند فرود شن دارد و طول باند آن ۶۹۱ متر است. این فرودگاه در کشور استرالیا قرار دارد و در ارتفاع ۷۷ متری از سطح دریا واقع شده است.